# ماريانا بايون
ماريانا بايون (بالإسبانية: Mariana Bayón)‏ (ولدت في 14 فبراير 1991، في توريون، كواهويلا) عارضة أزياء مكسيكية، اشتهر بالفوز بالنسخة الأولى من برنامج مكسيكو نيكست توب موديل ، الذي استضافته إلسا بينيتيز.

## روابط خارجية
- Mariana Bayón's profile in MX Models!
- ماريانا بايون على موقع دليل عارضات الأزياء (الإنجليزية)